# Institución Educativa Emblemática Ricardo Bentín
La Institución Educativa Emblemática Ricardo Bentín fue fundada en 1951 en el distrito del Rímac, Lima, Perú. Cuenta con educación inicial, educación primaria y educación secundaria en áreas de Ciencias, Humanidades y Técnica, en un solo turno, así como educación especial en una de sus sedes. Actualmente tiene la categoría de institución educativa emblemática.

## Historia
Fue inaugurada el 5 de mayo de 1951 en el gobierno del presidente Manuel A. Odría, como Gran Unidad Escolar (GUE), denominándose en un principio como colegio Nacional José Granda. Fue bautizada con su actual denominación, en honor a Ricardo Bentín Sánchez, político, militar y empresario peruano, que participó en la resistencia cacerista durante la guerra del Pacífico y llegó a ser presidente del Congreso de la República (1913) y vicepresidente de la República (1914-1919).
Desde el principio tuvo un rol destacado en el desarrollo de la educación pública peruana. En su mejor momento albergó a más de 7000 alumnos en los turnos diurno y nocturno, y en sus tres niveles (inicial, primaria y secundaria), lo que motivó que se abrieran dos anexos, uno en Comas y el otro en el mismo Rímac (los colegios Estados Unidos y Carlos Pareja Paz Soldán, respectivamente).
Su plana docente contó con ilustres educadores, entre los que mencionamos a Gustavo Pons Muzzo, Humberto Santillán Arista, Juan Vicente Ugarte del Pino y Rafael Otero López.

## Colegio emblemático
Mediante el decreto de urgencia n.º 004‐2009 dado durante el segundo gobierno del presidente Alan García el 9 de enero de 2009 se creó el "Programa Nacional de Recuperación de las Instituciones Públicas Educativas Emblemáticas y Centenarias", con el fin de modernizar y reforzar la infraestructura de 20 colegios en Lima y Callao, y otros 21 en el resto del país. Su objetivo era alcanzar, en las escuelas y colegios estatales, una educación de excelencia con igualdad de  oportunidades para todos.
El colegio Ricardo Bentín fue incluido en dicho programa y se empezaron las obras, en las que se invirtieron más de 19 millones de nuevos soles. La estructura remodelada fue inaugurada y entregada a la comunidad el día 21 de abril del 2010, en una ceremonia que contó con la presencia de presidente Alan García.
El colegio se eleva  en un terreno de 59 mil metros cuadrados y cuenta con 11 talleres bien equipados, piscina semiolímpica, biblioteca, gimnasio, campo de fútbol con césped artificial y sala de cómputo. Los alumnos tienen la opción de elegir entre once carreras técnicas para capacitarse en los últimos años de su formación escolar: electricidad y electrónica, mecánica automotriz, producción, carpintería, soldadura, fundición, industria del vestido, industria alimentaria, contabilidad y cómputo.

## Lista de directores
- Gustavo Pons Muzzo
- Iván Meza
- Augusto Manuel Maco Rodríguez
- Máximo Lozano Esquivel
- Luis Montero Llican
- Sofía Lucila Espinoza Narcizo

## Bentinianos destacados
- José Luis Carranza, futbolista.
- Teófilo Cubillas, futbolista.
- Cronwell Jara, escritor.
- César Toro Montalvo, poeta, docente y escritor.
- Jaime Yoshiyama Tanaka, político y empresario, presidente del Congreso Constituyente Democrático (1992-1995).

## Asociación de Exalumnos de Escoltas y Compañías
Esta asociación se encarga de mantener la unión y confraternidad de los exalumnos, velar por el legado educativo e histórico de la institución, y contribuir con las actividades que realiza en coordinación con el centro educativo.
- Batallón Bravo (1989)